# Apanagyfalui református templom
Az apanagyfalui református templom műemlékké nyilvánított templom Romániában, Beszterce-Naszód megyében. A romániai műemlékek jegyzékében a BN-II-a-A-01681 sorszámon szerepel.